# 阿澤夫河
13°47′46″N 39°14′20″E / 13.796°N 39.239°E

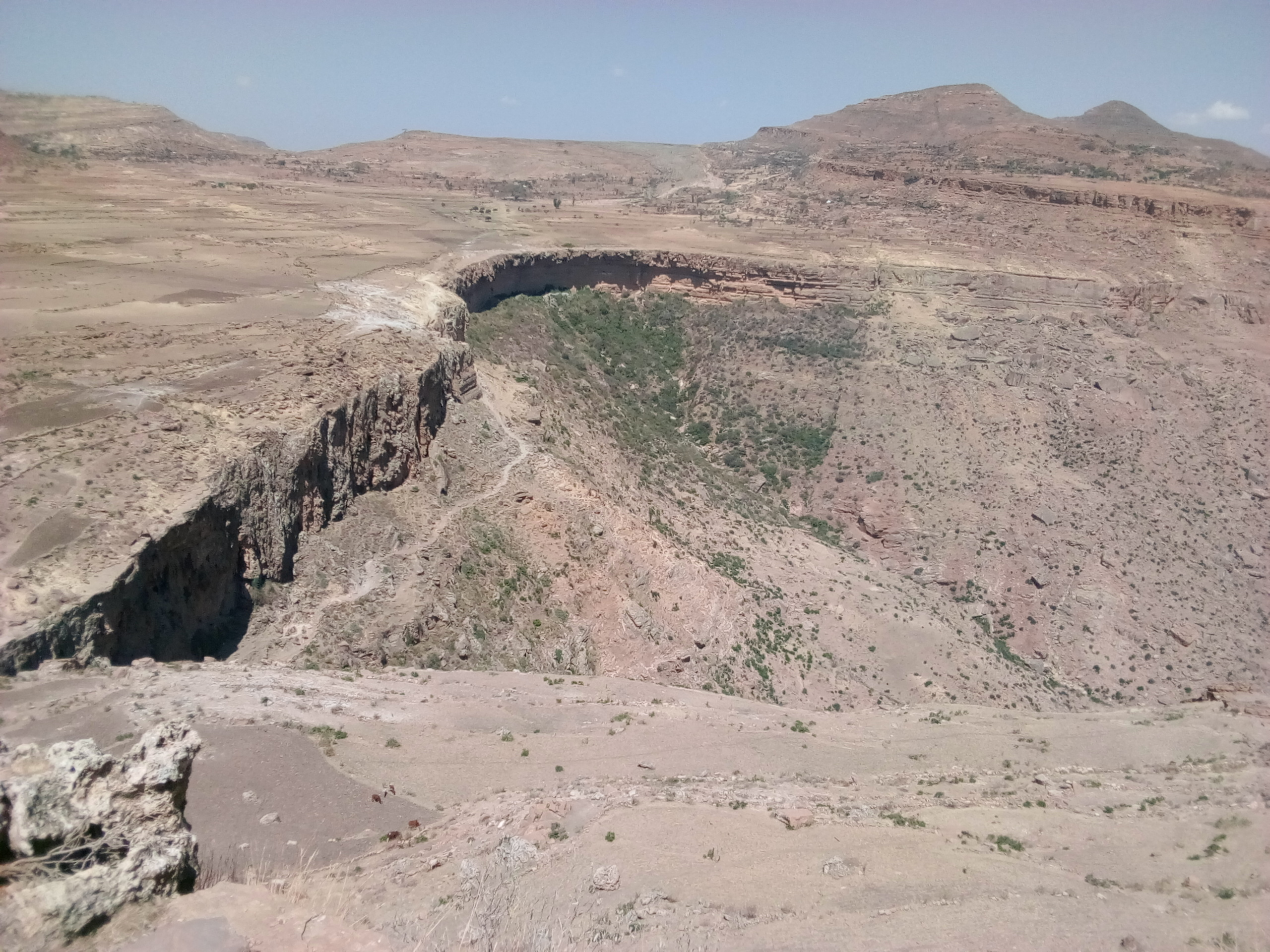

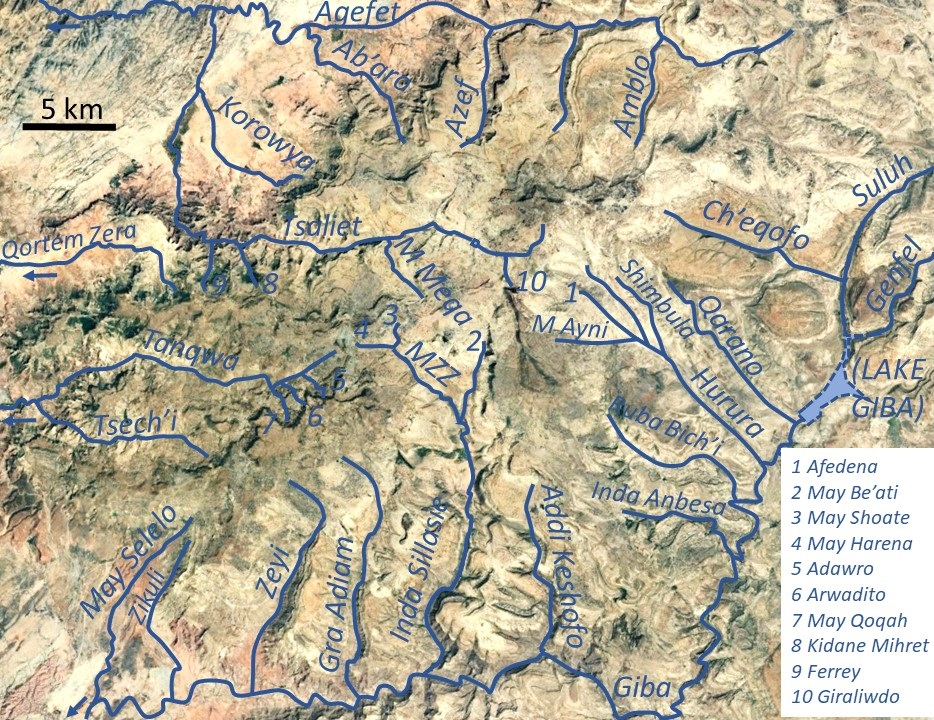

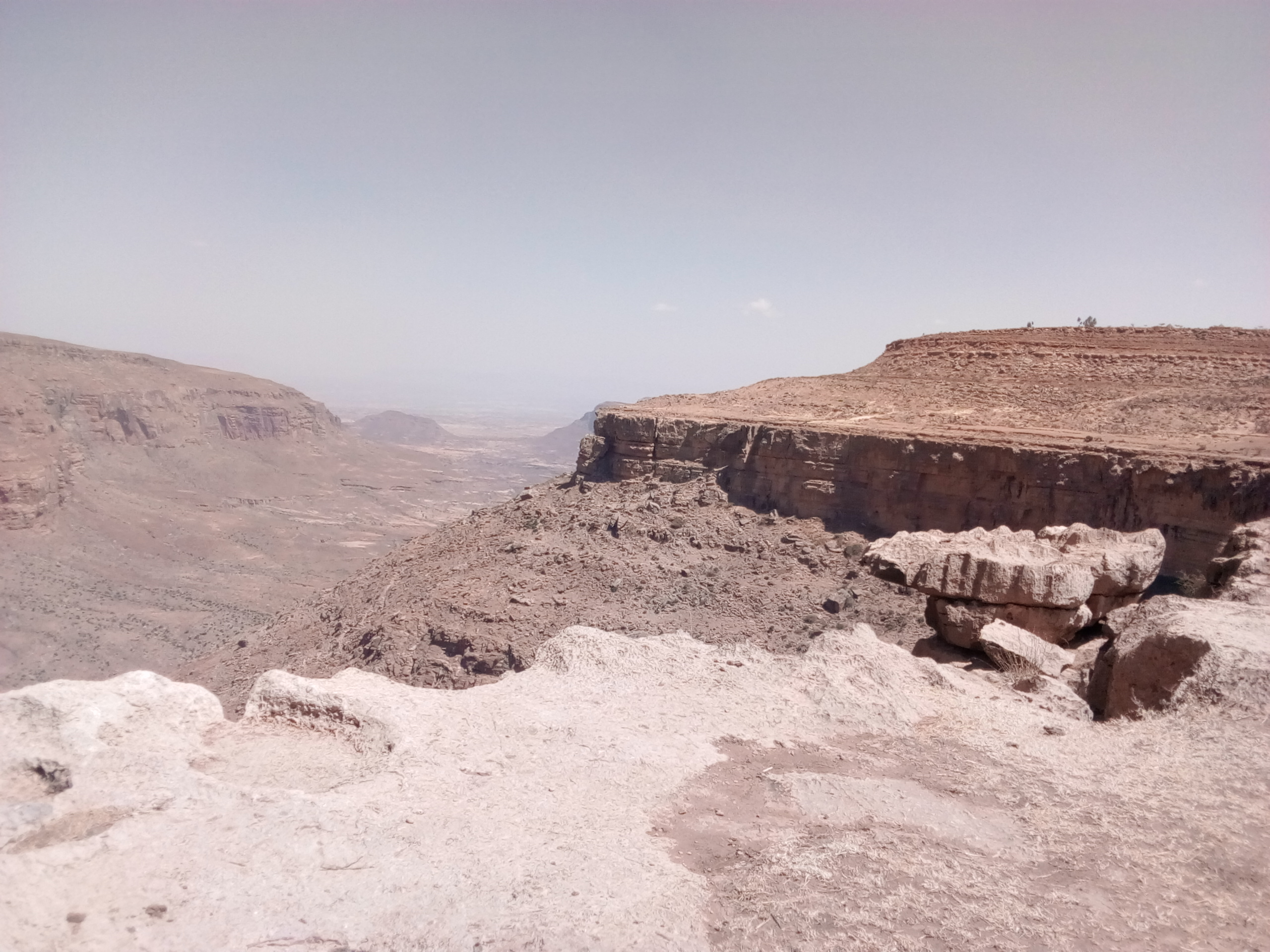

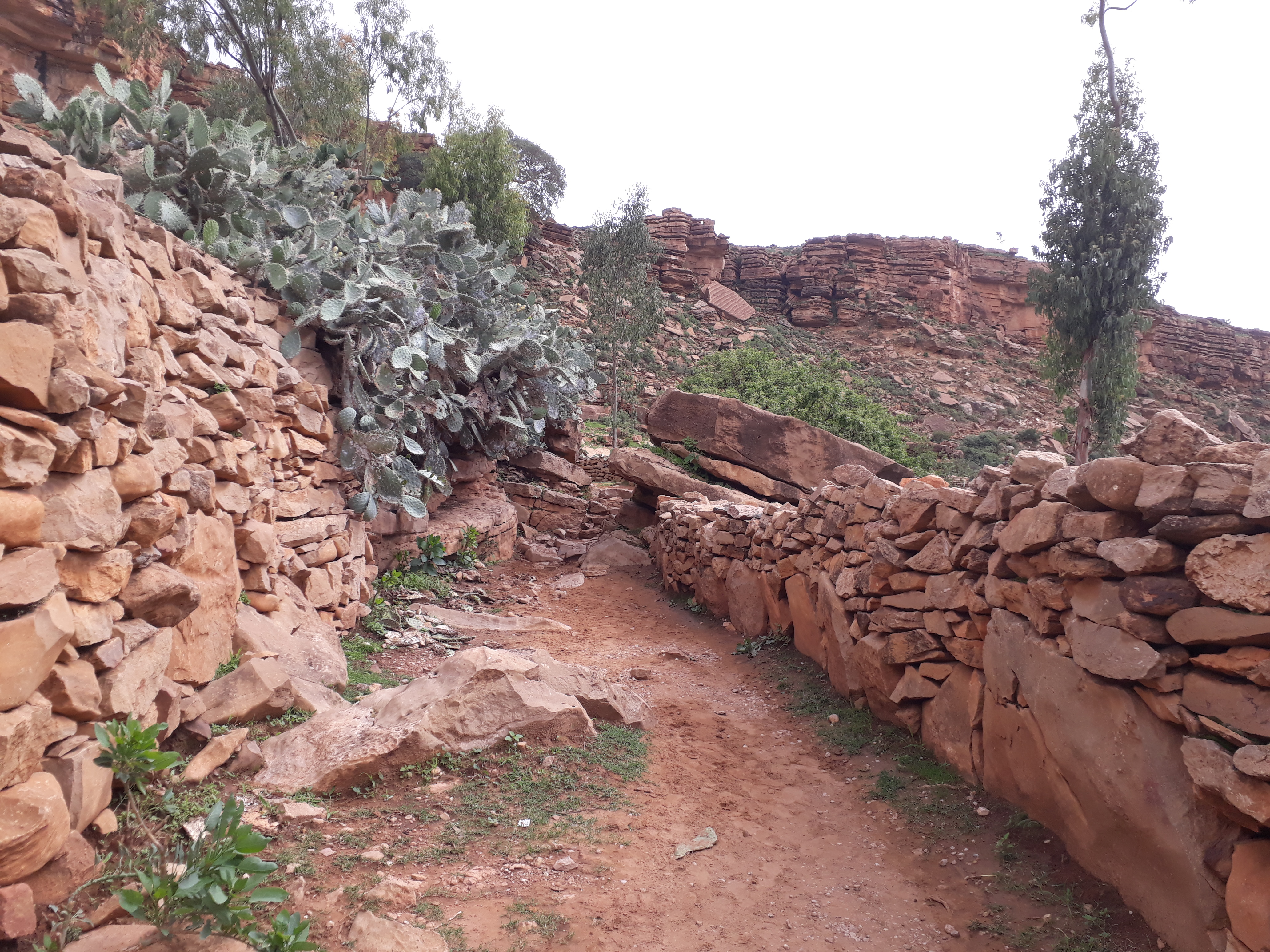

阿澤夫河是埃塞俄比亞的河流，位於該國北部，處於提格雷州，屬於尼羅河流域的一部分，河道全長12公里，河床上的巨石和鵝卵石可能來自流域上游。